# آلفين مور
آلفين مور (بالإنجليزية: Alvin Moore)‏ هو فارس سباق أمريكي، ولد في 11 نوفمبر 1891 في إنديانا في الولايات المتحدة، وتوفي في 9 نوفمبر 1972 في ألباكركي في الولايات المتحدة.

## وصلات خارجية
- آلفين مور على موقع أوليمبيديا (الإنجليزية)